# Uddnate
Uddnate (Potamogeton friesii) är en liten, vattenlevande ört som växer helt under vattenytan.